# Joey Zasa
Joey Zasa es un personaje ficticio de El padrino III. Fue interpretado por Joe Mantegna. Está basado en una combinación de tres miembros reales de la Mafia: Joseph Colombo, Joe Gallo y John Gotti.

## Ascensión en el crimen organizado
Tras la muerte de Frank Pentangeli (Michael V. Gazzo) en El padrino II, La familia Zasa recibe todos los negocios de la familia Corleone en Nueva York con la aprobación de la Comisión y Michael Corleone (Al Pacino). Joey Zasa es temido y, hasta cierto punto, respetado entre sus pares en el mundo subterráneo  de la delincuencia organizada de Nueva York por su gran visión para los negocios y a la vez por una gran crueldad absoluta, pero gracias a su extravagancia y su desmesurada hambre de publicidad, se gana el disgusto de la familia Corleone, ya que atrae atención pública no deseada a sus empresas delictivas.

## El padrino III
En El padrino III, Zasa aparece primero en una fiesta en honor a Michael, donde discute con Vincent Mancini-Corleone (Andy García), el hijo ilegítimo de Santino "Sonny" Corleone. Zasa llama a Vincent un bastardo de la familia de Michael, provocando así al joven enfurecido a morder la oreja de Zasa. Zasa posteriormente contrata a dos asesinos para matar a Vincent, pero Vincent descubre y mata rápidamente a ambos.
Más tarde, en la película, Zasa es parte de un complot durante una reunión con todos los dones en Atlantic City, Nueva Jersey. Durante la reunión, Michael discute con Zasa. Después, un helicóptero con hombres fuertemente armados se sitúa por encima de la sala y con casi todos los jefes dentro. Michael escapa, pero casi todos los Dones presentes en la reunión son asesinados brutalmente. Los que sobreviven llegan a acuerdos con Zasa.

## Asesinato
Varios días más tarde Vincent asesina a Zasa en Little Italy durante una procesión. Al Neri (disfrazado de cófrade de la procesión) mata al guardaespaldas de Zasa, mientras Vincent (disfrazado como un oficial de la Patrulla montada NYPD) dispara a Zasa tres veces en la espalda mientras intenta entrar a una tienda cerrada para escapar.
- Datos: Q2289185